# 유로파 FC
유로파 FC(Europa Football Club)는 지브롤터를 연고로 하는 축구 클럽이다. 이 팀은 1925년에 창단되었으며 현재는 지브롤터 프리미어디비전에 참가하고 있다.

## 성적
- 지브롤터 프리미어디비전 6회 우승 (1928-29, 1929-30, 1931-32, 1932-33, 1937-38, 1951-52)
- 지브롤터 세컨드디비전 1회 우승 (2012-13)
- 록 컵 5회 우승 (1938, 1946, 1950, 1951, 1952)

## 선수 명단

### 현역
- 제레미 로페즈(2023 ~ )
- 압둘 라힘 아유(2016 ~ )